# Nicolas Philibert

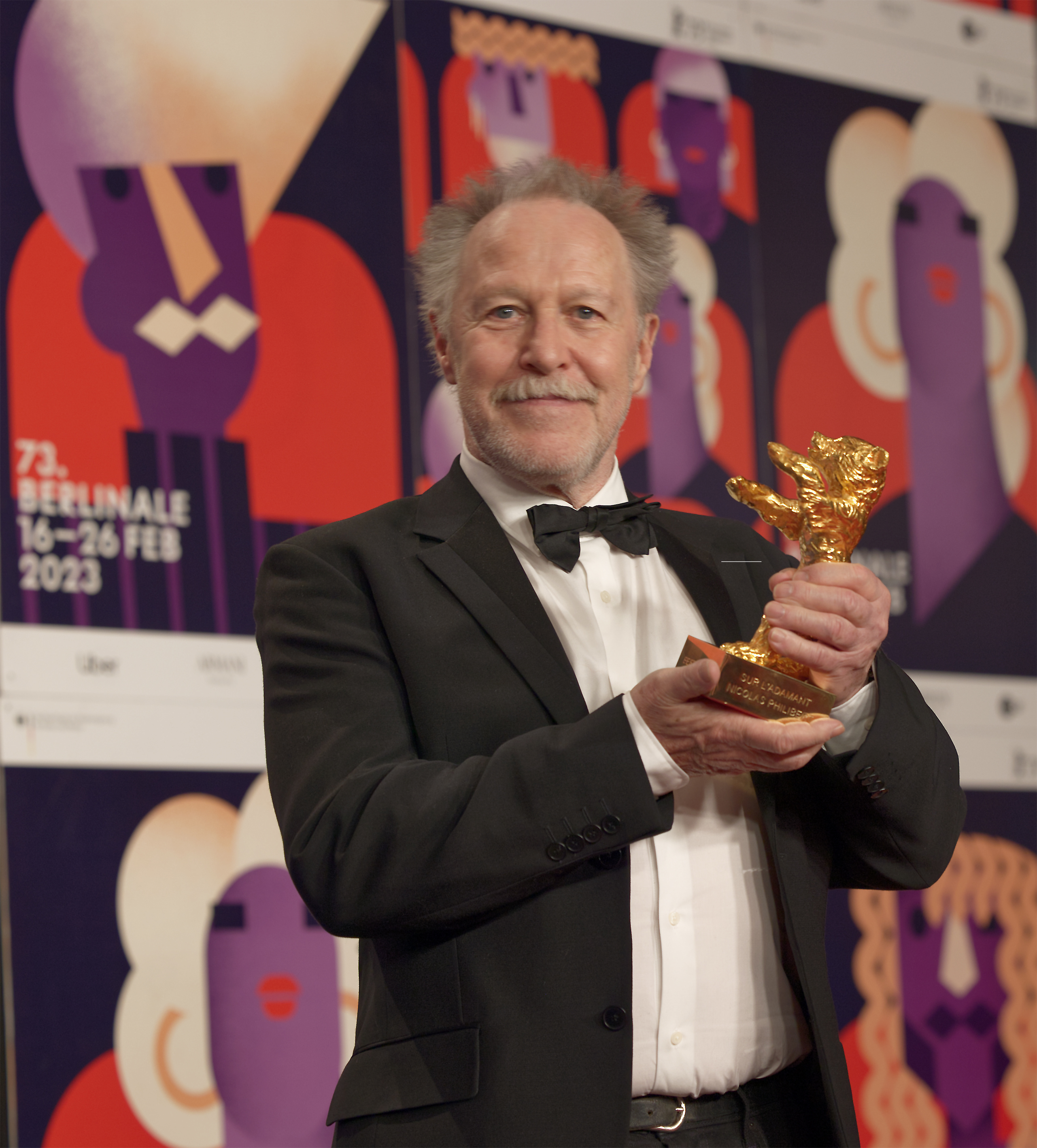
Nicolas Philibert bei der Berlinale 2023 mit dem Goldenen Bären für seinen Film Auf der Adamant

Nicolas Philibert (anhörenⓘ * 10. Januar 1951 in Nancy) ist ein französischer Filmemacher. Einen Namen machte er sich ab Ende der 1970er-Jahre als Filmregisseur, Drehbuchautor, Kameramann und Filmeditor an über 30 Dokumentarfilmen. Internationale Bekanntheit brachte ihm vor allem sein preisgekröntes Werk Sein und Haben (2002) ein. Auf der Adamant (2023) gewann den Hauptpreis der Internationalen Filmfestspiele Berlin.

## Leben
Nicolas Philibert wurde 1951 in Nancy geboren. Er studierte Philosophie an der Universität Grenoble.
Nach seinem Abschluss begann er in den 1970er-Jahren als Regieassistent für René Allio, Alain Tanner und Claude Goretta zu arbeiten. Zwischen 1985 und 1987 drehte er mehrere Fernsehdokus über sportliche Abenteuer. In seinem Kurzfilm Vas-y Lapébie! von 1988 porträtierte Philibert den Radrennfahrer Roger Lapébie (1911–1996), der zum Zeitpunkt der Dreharbeiten der älteste noch lebende Gewinner der Tour de France war. Nach diversen Kurzfilmen stellte er 1990 seinen ersten eigenen Dokumentarfilm Die Stadt Louvre fertig, in dem er hinter die Kulissen des Pariser Kunstmuseums blickte. In seinem erstmals im November 1992 beim Entrevues Film Festival gezeigten Dokumentarfilm Land der Stille tauchte Philibert in die Welt der Gehörlosen ein. In seinem Film Sein und Haben von 2001 zeigte er den Alltag einer kleinen Dorfschule in Saint-Étienne-sur-Usson in der Auvergne, in der Schüler verschiedener Altersstufen in einer einzigen Klasse unterrichtet werden. Der Film erhielt den Louis-Delluc-Preis sowie den César für den besten Schnitt und wurde beim Europäischen Filmpreis 2002 als bester Dokumentarfilm ausgezeichnet.
Bei den Internationalen Filmfestspielen Berlin 2013 stellte er seinen Dokumentarfilm La Maison de la Radio vor. Darin beschäftigte er sich mit der Arbeit der Menschen im gleichnamigen Gebäude, das Sitz des öffentlich-rechtlichen Hörfunks Radio France ist, sowie der besonderen Architektur. Zehn Jahre später wurde sein Dokumentarfilm Auf der Adamant in den Wettbewerb der 73. Filmfestspiele Berlin eingeladen und hier mit dem Goldenen Bären ausgezeichnet. Darin porträtierte Philibert das Centre de jour L’Adamant, ein schwimmendes Gebäude in der Innenstadt von Paris, das ein Tageszentrum für Erwachsene mit psychischen Erkrankungen beherbergt.
Bei den Internationalen Filmfestspielen von Cannes 2024 wurde Philibert zum Präsidenten der Jury für den Preis L’Œil d’or ernannt.
Gemeinsam mit Carlo Chatrian schrieb Philibert das Buch I film il cinema, das 2003 bei Effata Edizioni veröffentlicht wurde.

## Filmografie (Auswahl)
- 1978: La voix de son maître
- 1979: Patrons (Fernsehmehrteiler)

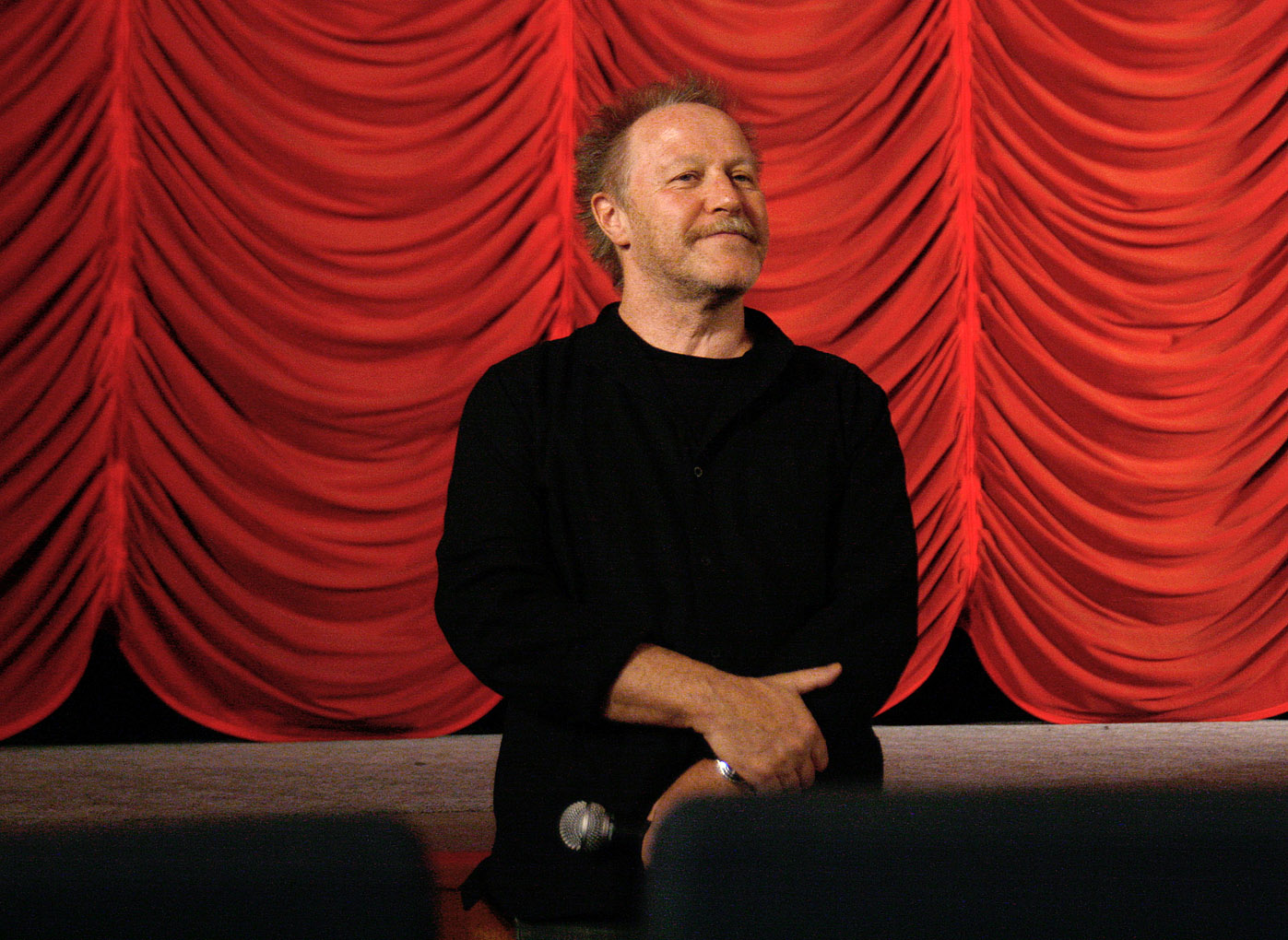
Philibert auf der Viennale (2010)

- 1985: La face nord du camembert (Kurzfilm)
- 1985: Christophe (Kurzfilm)
- 1986: Y’a pas d’malaise
- 1987: Trilogie pour un homme seul
- 1987: La mesure de l’exploit (Kurzfilm)
- 1988: Vas-y Lapébie! (Kurzfilm)
- 1990: Die Stadt Louvre (La ville Louvre)
- 1991: Patrons 78-91 (Fernsehfilm)
- 1994: Im Land der Stille (Le pays des sourds)
- 1994: Dans la peau d’un blaireau (Kurzfilm)
- 1994: La métamorphose d’un bâtiment (Kurzfilm)
- 1994: Portraits de famille (Kurzfilm)
- 1995: Pour Catherine
- 1997: Nichts als Kleinigkeiten (La moindre des choses)
- 1999: Wer weiß? (Qui sait?)
- 2002: Sein und Haben (Être et avoir)
- 2002: Ce qui anime le taxidermiste (Kurzfilm)
- 2002: L’invisible (Kurzfilm)
- 2002: Emmanuelle Laborit, éclats de signes (Kurzfilm)
- 2007: Rückkehr in die Normandie – Retour en Normandie (Retour en Normandie)
- 2009: Nénette, orang-outan de Bornéo (Fernsehfilm)
- 2010: La nuit tombe sur la ménagerie (Kurzfilm)
- 2010: La projection (Kurzfilm)
- 2013: La Maison de la Radio
- 2013: Joël comme Collado (Kurzfilm)
- 2013: France Culture au Festival d'Avignon: 'Forcenés' (Kurzfilm)
- 2018: Zu jeder Zeit (De chaque instant)
- 2018: Y’a quelqu’un? (Kurzfilm)
- 2023: Auf der Adamant (Sur l’Adamant)
- 2024: Averroès & Rosa Parks
- 2024: La machine à écrire et autres sources de tracas

## Auszeichnungen (Auswahl)
British Academy Film Award
- 2004: Nominierung als Bester nicht-englischsprachiger Film (Sein und Haben)

César
- 2003: Nominierung als Bester Film (Sein und Haben)
- 2003: Nominierung für die Beste Regie (Sein und Haben)
- 2003: Auszeichnung für den Besten Schnitt (Sein und Haben)
- 2008: Nominierung als Bester Dokumentarfilm (Rückkehr in die Normandie)
- 2014: Nominierung als Bester Dokumentarfilm (La maison de la radio)
- 2019: Nominierung als Bester Dokumentarfilm (De chaque instant)

Prix Europa
- 1990: Auszeichnung als Bester Dokumentarfilm (Die Stadt Louvre)

Europäischer Filmpreis
- 2002: Auszeichnung als Bester Dokumentarfilm (Sein und Haben)
- 2023: Nominierung als Bester Dokumentarfilm (Auf der Adamant)

Étoile d’Or
- 2003: Auszeichnung als Bester Film (Sein und Haben)
- 2014: Auszeichnung als Bester Dokumentarfilm (La Maison de la radio)

Internationale Filmfestspiele Berlin
- 2023: Nominierung für den Berlinale Dokumentarfilmpreis (Auf der Adamant)
- 2023: Goldener Bär für den besten Film (Auf der Adamant)
- 2023: Lobende Erwähnung beim Preis der Ökumenischen Jury (Auf der Adamant)

Louis-Delluc-Preis
- 2002: Auszeichnung als Bester Film (Sein und Haben)

Prix du Syndicat Français de la Critique
- 2003: Auszeichnung als Bester französischer Film (Sein und Haben)

Prix Lumières
- 2024: Nominierung für den Besten Dokumentarfilm (Auf der Adamant)[7]

Valladolid International Film Festival
- 2002: Auszeichnung als Bester Dokumentarfilm (Sein und Haben)
- 2013: Auszeichnung als Bester Dokumentarfilm (La Maison de la radio)

Darüber hinaus gewann sein Film Auf der Adamant den Goldenen Bären der 73. Berlinale, der aber offiziell den Produzenten des Films zuerkannt wird.

## Werke
- Carlo Chatrian und Nicolas Philibert: I film il cinema. Effata Edizioni, Cantalupa, 2003.